# Lepadella degreefi
Lepadella degreefi är en hjuldjursart som beskrevs av De Smet 1989. Lepadella degreefi ingår i släktet Lepadella och familjen Lepadellidae. Inga underarter finns listade i Catalogue of Life.